# Jakobovits Miklós
Jakobovits Miklós (Kolozsvár, 1936. augusztus 9. – Nagyvárad, 2012. december 16.) Munkácsy Mihály-díjas romániai magyar festőművész, muzeológus, művészeti író. Jakobovits Márta kerámiaszobrász férje. A Magyar Művészeti Akadémia Képzőművészeti tagozatának tagja (2004).

## Életpályája
Jakobovits Mihály díszletfestő és Jakobovits Margit házasságából született örmény katolikus családban. A marosvásárhelyi Képzőművészeti Középiskolában érettségizett (1954), majd a kolozsvári Ion Andreescu Képzőművészeti Főiskolán mint Kádár Tibor és Miklóssy Gábor tanítványa szerzett diplomát (1959). A nagyváradi Állami Színház magyar tagozatának díszlettervezőjeként működött (1961–63), majd középiskolában tanított rajzot. 1965-től a nagyváradi Körös-vidéki Múzeum képzőművészeti részlegének munkatársa lett. Tevékeny részt vállalt a város művészeti életének irányításában, a Romániai Képzőművészek Szövetsége nagyváradi fiókjának titkára volt. Rendszeresen jelentkezett a megyei, az országos tárlatokon és külföldi csoportkiállításokon; 1981-ben egyéni kiállítása volt Utrechtben. Festészete az expresszionizmus és szürrealizmus forrásvidékeinek stílusjegyeit mutatja, az emberi lélek lenyomatai tárulnak elénk festményein.
A nagyváradi Körös-vidéki Múzeum főmuzeológusaként (1985–1997) jelentősen hozzájárult a gyűjtemények gyarapításához. Sasianu Alexandruval létrehozta a nagyváradi Egyházművészeti Barokk Képtárat. Az Ady Endre Sajtókollégiumon művészettörténetet tanított, a nagyváradi Ady Társaság és a Keresztény Kutató Központ alapító tagja, ez utóbbinak művészeti igazgatója is volt. Művészeti tárgyú írásai a Fáklya, az Utunk, A Hét, a Korunk hasábjain, stb. jelentek meg, majd önálló kötetekben.

## Kötetei
- Színek üzenete (Bukarest, 1987)
- Reflexiók (Debrecen, 1990)
- Néró papírmaséból. (Debrecen, 1991)
- Helyszín. Gondolatok az erdélyi képzőművészetről; Literatus, Nagyvárad, 1993
- Helyszín. Gondolatok az erdélyi képzőművészetről; 2. bőv. kiad.; ARTprinter, Sepsiszentgyörgy, 2012
- A színek üzenete; 2. bőv. kiad.; ARTprinter, Sepsiszentgyörgy, 2013
- Képtárgyak; Europrint, Nagyvárad, 2015

## Kiállításai (válogatás)

### Egyéni
- 1965, 1967, 1970 • Képzőművészeti Galéria, Körös-vidéki Múzeum, Nagyvárad
- 1969 • Csonka Torony, Nagyszalonta
- 1973 • Amfora Galéria, Bukarest • Székely Nemzeti Múzeum, Sepsiszentgyörgy
- 1977 • Korunk Galéria, Kolozsvár
- 1979 • Művészeti Múzeum, Kolozsvár
- 1981 • G. Neude, Utrecht (Hollandia)
- 1984 • Galerie Molnár, Hamburg (Német Szövetségi Köztársaság)
- 1986 • Volksbank, St. Wendel (Német Szövetségi Köztársaság) • Atelier des Maîtres, Párizs
- 1996 • Korunk Galéria, Kolozsvár
- 1998 • Erlin Galéria, (Jakobovits Mártával)
- 2000 •  Művészeti Múzeum, Nagyvárad
- 2001 •  Nagyszalonta
- 2007 • Partium Egyetem, Nagyvárad • Idő és csend – Jakobovits Miklós festőművész kiállítása, BTM Budapest Galéria Lajos utcai kiállítóháza, Budapest • Művészeti Múzeum, Kolozsvár
- 2008 • Művész Galéria, Budapest
- 2009 • Városi Galéria, Nyíregyháza
- 2010 • Vizuális kapcsolat, Nagyvárad
- 2011 • Örmény Kulturális Központ, Budapest

### Csoportos
- 1969 • Torino, Olaszország • Bydgoszcz, Lengyelország
- 1972, 1991 • Debrecen
- 1996, 1999 • A fal, Szeged és Kaposvár
- 1996 • Kárpát-medence, Vármegye Galéria, Budapest
- 1998 • Kisplasztikai Biennále, Arad • Kortárs Művészeti Galéria (KMG), Dunaszerdahely, Szlovákia
- 1999 • Ars Varadini, Vigadó Galéria, Budapest
- 2000 • Miklóssy Gábor és növendékei, Vigadó Galéria, Budapest
- 2005 • Papír Forma – III. Országos Papírművészeti Triennálé, Vaszary Képtár, Kaposvár[3]
- 2011 •  Forrás Galéria, Budapest • Kínai Szépművészeti Múzeum, Peking
- 2011 • Örmény Kulturális Központ Budapest
- 2012 • Fuzionart Galéria Budapest

## Köztéri művei
- Bacchanália (freskó, 1993, Turnu Severin)
- Moduláris térelválasztó elemek (1995, Félix-fürdő, Nagyvárad)

## Művei közgyűjteményekben (válogatás)
- Haáz Rezső Múzeum, Székelyudvarhely
- KMG, Dunaszerdahely, Szlovákia
- Körösvidéki Múzeum, Nagyvárad
- Mechitarista Örmény Teológia Múzeuma, Bécs
- Székely Nemzeti Múzeum, Sepsiszentgyörgy
- Városi Múzeum, Kézdivásárhely
- Városi Múzeum, Székelykeresztúr
- Városi Múzeum, Kovászna

## Társasági tagság
- A Barabás Miklós Céh elnöke (1996-tól)

## Díjak, elismerések
- Kulturális Érdemrend (1974)
- Erdélyi Magyar Közművelődési Egylet "Szolnay Sándor" díja (1994)
- Erdélyi Magyar Közművelődési Egylet "Hollósy Simon" centenáriumi emlékérme (1996)
- Budapesti örmény kisebbségi önkormányzat "Kiss Ernő-Lázár Vilmos" emlékérem (1996)
- Romániai Örmények Szövetsége Művészeti Díja (1997)
- Munkácsy Mihály-díj (2003)
- Kriterion-koszorú (2006)[4]
- A Magyar Érdemrend középkeresztje (2012)